# Гудович Андрій Павлович
Андрій Гудович (*д/н — 1734) — український державний діяч часів Гетьманщини, бакланський сотник в Стародубському полку.

## Життєпис
Походив зі шляхетського козацько-старшинського роду Гудовичів гербу Одровонж. Син Павла Гудовича, сотника бакланського. Дата і місце народження невідомі. 1700 року батько загинув у битві під Нарвою. Одружився з Марфою Гнатівною з роду полкової старшини Рубців. 22 січня 1705 року купив у військового товариша Ничипора Сильченка двір з ґрунтами в снлі Івайтенки, де успадкував майно від матері. Того ж року стає військовим товаришем Стародубського полку.
У 1709 році обирається сотником бакланським. 30 квітня 1709 року отримав гетьманський універсал Івана Мазепи на урочище Хрулівку, а 3 жовтня цього ж року на села Івайтенки і Водневку. У 1712 року залишив уряд сотника. 1713 року стає значним військовим товаришем. Завершив кар'єру бунчуковим товаришем. 1732 року купив у Павла Пучковського село Агоряни. Помер у 1734 році.

## Родина
Дружина — Марія, донька Гната Рубця, значкового товариша в Стародубському полку
Діти:
- Одарка (Дар'я), дружина Олександра Дублянського, генерального судді
- Марія, дружина Семена Єсимонтовського, бунчукового товариша
- Василь, генеральний підскарбій, таємнийрадник
- Іван, бунчуковий товариш
- Василіса, дружина: 1) Івана Павловича Величковського, підкоморія земського Чернігівського; 2) Івана Сангурського, підкоморій земський Чернігівський
- Гафія, дружина Йосипа Рославця, бунчукового товариша